# Equipe paraguaia na Copa Davis
A equipe paraguaia na Copa Davis representa o Paraguai na Copa Davis, principal competição de tênis masculina por equipes do mundo. É administrada pela Asociación Paraguaya de Tenis.